# Bocula heliothina
Bocula heliothina är en fjärilsart som beskrevs av George Francis Hampson 1926. Bocula heliothina ingår i släktet Bocula och familjen nattflyn. Inga underarter finns listade i Catalogue of Life.